# Мері Хаас
Мері Розамонд Хаас (23 січня 1910 — 17 травня 1996) — американська лінгвістка, що спеціалізувалася у вивченні індійських мов Північної Америки, тайської мови й історичній лінгвістиці. Вона обіймала посаду президента Американської академії мистецтв і наук, а також була членом Національної академії наук.

## Раннє життя й освіта
Хаас народилася в Річмонді, штат Індіана. Вона відвідувала середню школу та коледж Ерлхем у Річмонді. У віці 25 років вона здобула ступінь магістра у галузі лінгвістики у Єльському університеті у 1935 році, захистивши дисертацію під назвою «Граматика мови туніка» (A Grammar of the Tunica Language). у 1930-х роках Хаас співпрацювала з останнім із носіїв мови туніка, Сесострі Ючігант, з яким складала детальні тексти й словники.

## Кар'єра та дослідницька діяльність

### Перші доробки в галузі лінгвістики
У Чиказькому університеті вона підготувала дипломну роботу з порівняльної філології. Хаас навчалася під керівництвом Едварда Сепіра, за яким власне й поступила до Єльського університету. Там і почалася її довготривала кар'єрна діяльність у галузі лінгвістики, зокрема у літній період вона займалась опануванням різних мов.
Упродовж 10 років, а саме в період з 1931 по 1941 роки вона вивчала вакашську мову Нітінат (Дітідахт), а також ряд мов, на яких розмовляють переважно мешканці південно-східної частини Америки: туніка, натчез, крикську, коасаті, чоктавську, алабамську, черокі та хічіті. Її першою опублікованою роботою стала A Visit to the Other World, a Nitinat Text (1933) за співробітництвом із Моррісом Сводешем.
Незадовго після цього Хаас проводила дослідження із двома останніми носіями мови натчез в штаті Оклахома, Семом Уоттом і Ненсі Рейвен. Її детальні неопубліковані польові нотатки стали найнадійнішим джерелом інформації про вже нині мертву мову. Вона була першою сучасною лінгвісткою, що досліджувала цю мову. Її тексти крикською мовою опублікували в томі, відредагованому й перекладеному Дж. Б. Мартіном, Маргарет Маккейн Молдін й Хуанітою МакГірт, уже після її смерті.

### Кар'єра в університеті Каліфорнії, Берклі
У ході Другої світової війни уряд Сполучених Штатів розглядав вивчення та викладання мов Південно-Східної Азії як воєнну потребу, й під егідою програми спеціалізованої підготовки військових сил в Каліфорнійському університеті в Берклі Хаас розробила програму навчання тайської мови. Її авторитетний тайсько-англійський словник для студентів, опублікований у 1964 році, використовується й сьогодні.
У 1948 році її було призначено на посаду асистента професора тайської мови та лінгвістики в Каліфорнійському університеті на кафедрі східних мов Берклі. Цим призначенням вона завдячувала Пітеру А. Будбергу, якому приписувала образ людини, що «випереджала час у далекоглядності ставлення до жінок-вчених.» — для нього будь-яка вчена людина була насамперед вченою людиною. Вона стала одним із засновників кафедри лінгвістики Каліфорнійського університету в Берклі в 1953 році. Тривалий час обіймала посаду завідувачки відділу, а також була керівником з досліджень індіанських мов Каліфорнії в Берклі з 1953 по 1977 рік. Вона пішла з Берклі в 1977 році, а в 1984 році була обрана членом університету, Берклі.
Мері Хаас померла у своєму будинку в Берклі, Каліфорнія, 17 травня 1996 року у віці 86 років.

### Внесок у викладацьку діяльність
Хаас відома своєю відданістю навчанню лінгвістики та внеском у викладання мов. Її учень Карл В. Тітер зазначив у некролозі Хаас, що вона підготувала більше лінгвістів-американістів, ніж її викладачі-попередники Едвард Сепір і Франц Боас разом узяті: вона керувала польовою роботою з американістської лінгвістики понад 100 докторантів. Як ініціатор і провідник дослідження каліфорнійських та інших індіанських мов, вона здійснила консультативну допомогу для майже п'ятдесяти дисертацій, включаючи праці багатьох лінгвістів, які надалі внесли свою впливову лепту у цю галузь, зокрема Вільяма Брайта (Карок), Вільяма Шиплі (Майду) , Роберт Освальт (Кашая), Карл Тітер (Війот), Кетрін Каллахан (Пенуціан), Маргарет Ленґдон (кумеяйська мова корінних плмен Америки — Diegueño), Саллі МакЛендон (Східне Помо), Віктор Голла (Хупа), Марк Окранд (Мутсун), Кеннет Вістлер (Прото-Вінтун), Дуглас Паркс (Пауні і Арікара), Вільям Якобсен (Вашо) та інші.

## Особисте життя
У 1931 році вона вийшла заміж за Морріса Сводеша, колегу-лінгвіста. У 1937 році вони розлучилися.

## Нагороди та відзнаки
У 1963 році Хаас обіймала посаду президента Лінгвістичного товариства Америки. У 1964 році вона була нагороджена грантом Гуггенгайма. У 1974 році була обрана членом Американської академії мистецтв і наук, а в 1978 році — Національної академії наук. Вона отримала почесні докторські звання в Північно-Західному університеті в 1975 році, Чиказькому університеті в 1976 році, Ерлхемському коледжі в 1980 році та Університеті штату Огайо в 1980 році.

## Вибрані публікації
- The Thai system of writing, 1943. American Council of Learned Societies.[26]
- Spoken Thai, 1945 [co-authored with Heng R. Subhanka]. Linguistic Society of America.[27]
- Thai reader, 1945, Berkeley.[28]
- Tunica texts, 1950. University of California publications in linguistics, 6.1. Berkeley: University of California Press. 173pp.
- Thai vocabulary, 1955. American Council of Learned Societies. ISBN 978-0879502652
- The prehistory of languages, 1960. Mouton. [Reprint 2018] ISBN 9789027906816
- Thai-English student's dictionary, 1964. Stanford University Press. ISBN 978-0804705677
- Language, culture, and history: essays, 1978. Stanford University Press. ISBN 9780804709835
- Creek (Muskogee) texts, 2015. [co-authored with James H. Hill]. University of California Press. ISBN 9780520286429